# Barbara Liskov
Barbara Jane Huberman (Los Ángeles, California, 7 de noviembre de 1939), conocida como Barbara Liskov o Barbara Jane Liskov, es una prominente científica de la computación estadounidense.

## Biografía
Actualmente está trabajando en el departamento de ingeniería eléctrica y ciencias de la computación del MIT, como profesora de ingeniería de Ford. Consiguió su graduación en matemáticas en la Universidad de California, Berkeley, en 1961, y años más tarde, en 1968, se convirtió en una de las primeras mujeres de los Estados Unidos en conseguir un doctorado (Doctor Philosophiae) en ciencias de la computación, en la Universidad de Stanford.
En 1970, se casó con Nathan Liskov, y su hijo, Moses Liskov, nació en 1975.
Barbara Liskov ha dirigido varios proyectos significativos, como el diseño e implementación del lenguaje de programación CLU, el primer lenguaje de programación que soportaba la abstracción de datos; Argus, que fue el primer lenguaje de alto nivel en soportar la implementación de programas distribuidos, y Thor, un sistema de base de datos orientado a objetos. Junto con Jeannette Wing, desarrolló una particular definición de subtipo, comúnmente conocido como el principio de sustitución de Liskov. Trabajó con John McCarthy en inteligencia artificial.
Además, Liskov es autora de tres libros y cientos de informes técnicos.

## Reconocimientos
La profesora Liskov pertenece a la National Academy of Engineering (Academia Nacional de Ingeniería) de los Estados Unidos.
En 2004 ganó la Medalla John von Neumann por «su fundamental contribución a los lenguajes de programación, metodologías de programación y sistemas distribuidos».
En 2008 ganó el premio Turing por «su contribución a los fundamentos teóricos y prácticos en el diseño de lenguajes de programación y sistemas, especialmente relacionados con la abstracción de datos, tolerancia a fallos y computación distribuida».
En 2018 se la nombró doctora honoris causa por la UPM.